# Журавенківський (заказник)
Жураве́нківський заказник — лісовий заказник місцевого значення в Україні. Розташований у межах Букачівської селищної громади Івано-Франківського району Івано-Франківської області, на північ від села Журавеньки.
Площа 48 га. Статус надано згідно з розпорядженням ОДА від 15.07.1996 року № 451. Перебуває у віданні ДП «Рогатинський держлісгосп» (Букачівське лісництво, кв. 28, вид. 1, 2).
Статус надано з метою збереження частини лісового масиву з унікальним для Рогатинського Опілля букового насадження природного походження. Вік дерев — бл. 100 років. У трав'яному покриві: пальчатокорінник плямистий, любка дволиста, коручка темно-червона, лунарія оживаюча, баранець звичайний — рідкісні види, занесені до Червоної книги України.